# Dichapetalum crassifolium
Dichapetalum crassifolium är en tvåhjärtbladig växtart som beskrevs av Chod.. Dichapetalum crassifolium ingår i släktet Dichapetalum och familjen Dichapetalaceae. Utöver nominatformen finns också underarten D. c. integrum.